# Fontenai-les-Louvets
Pour les articles homonymes, voir Fontenai.
Ne doit pas être confondu avec Fontaine-la-Louvet.
Fontenai-les-Louvets est une ancienne commune française, située dans le département de l'Orne en région Normandie, peuplée de 277 habitants. 
Elle a fusionné avec Livaie, Longuenoë et Saint-Didier-sous-Écouves pour former, le 1er janvier 2019, la commune nouvelle de L'Orée-d'Écouves, dont elle est désormais une commune déléguée.

## Géographie
La commune est traversée par le méridien de Greenwich qui passe notamment par la nef de son église Notre-Dame. 
Le territoire communal est en grande partie situé dans la forêt d'Écouves et se trouve dans le parc naturel régional Normandie-Maine

### Géologie et relief
La superficie de la commune est de 18,77 km2 ; son altitude varie de 257  à   413 mètres. 
Le signal d'Écouves, avec une altitude de 413 mètres, est le point culminant de la région Basse-Normandie.

### Climat
Cette commune étant située à la plus haute altitude de la Normandie, le climat y est donc plus froid et les chutes de neige y sont assez fréquentes de novembre à fin avril. Les gelées sont précoces, parfois à la fin de l'été, et tardives en mai. Le cumul de précipitations annuelles avoisine les 800 mm. 
L'été est plus chaud que sur la côte mais les orages y sont plus nombreux[réf. nécessaire].

## Toponymie
Le nom du village provient du latin fontana et suffixe collectif -etum : « ensemble de fontaines ». Dauzat et Rostaing précisent que ce terme latin est lui-même issu du latin fons qui a désigné d'abord une source, avant de prendre (avec le suffixe latin -anum) le sens de fontaine. L'ajout du suffixe collectif -etum (francisé en -ai) fait penser ici à un ensemble de sources.

## Histoire
Après une réflexion qui concernait huit à dix de communes du Val d’Écouves, le 1er janvier 2019, la commune fusionne  avec Livaie, Longuenoë et Saint-Didier-sous-Écouves pour former la commune nouvelle de L'Orée-d'Écouves, créée par un arrêté préfectoral du 10 juillet 2018.

## Politique et administration

### Rattachements administratifs et électoraux
Fontenai-les-Louvets se trouvait dans l'arrondissement d'Alençon du département de l'Orne.  
Elle faisait partie depuis 1793 du canton de Carrouges. Dans le cadre du redécoupage cantonal de 2014 en France, cette circonscription administrative territoriale a disparu, et le canton n'est plus qu'une circonscription électorale.

### Intercommunalité
Fontenai-les-Louvets était membre de la communauté de communes de la Vallée du Sarthon, un établissement public de coopération intercommunale (EPCI) à fiscalité propre créé fin 1998  et auquel la commune avait transféré un certain nombre de ses compétences, dans les conditions déterminées par le code général des collectivités territoriales.
Conformément aux prescriptions de la loi de réforme des collectivités territoriales du 16 décembre 2010, qui a prévu le renforcement et la simplification des intercommunalités et la constitution de structures intercommunales de grande taille, celle-ci a fusionné le 1er janvier 2013
au sein de la communauté urbaine d'Alençon, dont elle a été membre jusqu'à la création de la commune nouvelle de L'Orée-d'Écouves.

### Liste des maires
| Période                                  | Période       | Identité        | Étiquette | Qualité                                 |
| ---------------------------------------- | ------------- | --------------- | --------- | --------------------------------------- |
| Les données manquantes sont à compléter. |               |                 |           |                                         |
|                                          |               |                 |           |                                         |
| mars 1989                                | avril 2014    | Guy Babin       | SE        | Cadre hygiéniste                        |
| avril 2014                               | décembre 2018 | Fabien Loriquer | SE        | Maire de L'Orée-d'Écouves (2019 → 2020) |

## Équipements et services publics
Fontenay dispose d'une salle des fêtes, dont la rénovation est envisagée par la municipalité de l’Orée d’Écouves

## Population et société

### Démographie
En 2022, la commune comptait 277 habitants. Depuis 2004, les enquêtes de recensement dans les communes de moins de 10 000 habitants ont lieu tous les cinq ans (en 2008, 2013, 2018, etc. pour Fontenai-les-Louvets) et les chiffres de population municipale légale des autres années sont des estimations.
| 1793 | 1800 | 1806 | 1821 | 1836 | 1841 | 1846 | 1851 | 1856 |
| ---- | ---- | ---- | ---- | ---- | ---- | ---- | ---- | ---- |
| 700  | 515  | 772  | 620  | 700  | 826  | 809  | 814  | 823  |

| 1861 | 1866 | 1872 | 1876 | 1881 | 1886 | 1891 | 1896 | 1901 |
| ---- | ---- | ---- | ---- | ---- | ---- | ---- | ---- | ---- |
| 819  | 765  | 762  | 730  | 670  | 656  | 618  | 596  | 553  |

| 1906 | 1911 | 1921 | 1926 | 1931 | 1936 | 1946 | 1954 | 1962 |
| ---- | ---- | ---- | ---- | ---- | ---- | ---- | ---- | ---- |
| 532  | 460  | 369  | 413  | 401  | 330  | 318  | 291  | 266  |

| 1968 | 1975 | 1982 | 1990 | 1999 | 2008 | 2013 | 2018 | 2020 |
| ---- | ---- | ---- | ---- | ---- | ---- | ---- | ---- | ---- |
| 259  | 221  | 205  | 200  | 217  | 252  | 254  | 273  | 275  |

## Culture locale et patrimoine

### Lieux et monuments
- Église Notre-Dame, datant de la fin du XVIIIe siècle.
- Bornes de la forêt d'Écouves.
- Le signal d’Écouves, point culminant de la Normandie[13]